# CIAO1
CIAO1 (англ. Cytosolic iron-sulfur assembly component 1) – білок, який кодується однойменним геном, розташованим у людей на короткому плечі 2-ї хромосоми.  Довжина поліпептидного ланцюга білка становить 339 амінокислот, а молекулярна маса — 37 840.
| 10         |  | 20         |  | 30         |  | 40         |  | 50         |
| ---------- |  | ---------- |  | ---------- |  | ---------- |  | ---------- |
| MKDSLVLLGR |  | VPAHPDSRCW |  | FLAWNPAGTL |  | LASCGGDRRI |  | RIWGTEGDSW |
| ICKSVLSEGH |  | QRTVRKVAWS |  | PCGNYLASAS |  | FDATTCIWKK |  | NQDDFECVTT |
| LEGHENEVKS |  | VAWAPSGNLL |  | ATCSRDKSVW |  | VWEVDEEDEY |  | ECVSVLNSHT |
| QDVKHVVWHP |  | SQELLASASY |  | DDTVKLYREE |  | EDDWVCCATL |  | EGHESTVWSL |
| AFDPSGQRLA |  | SCSDDRTVRI |  | WRQYLPGNEQ |  | GVACSGSDPS |  | WKCICTLSGF |
| HSRTIYDIAW |  | CQLTGALATA |  | CGDDAIRVFQ |  | EDPNSDPQQP |  | TFSLTAHLHQ |
| AHSQDVNCVA |  | WNPKEPGLLA |  | SCSDDGEVAF |  | WKYQRPEGL  |  |            |

A: Аланін

C: Цистеїн

D: Аспарагінова кислота

E: Глутамінова кислота

F: Фенілаланін

G: Гліцин

H: Гістидин

I: Ізолейцин

K: Лізин

L: Лейцин

M: Метіонін

N: Аспарагін

P: Пролін

Q: Глутамін

R: Аргінін

S: Серин

T: Треонін

V: Валін

W: Триптофан

Задіяний у такому біологічному процесі як розходження хромосом. 